# 藤尾勝
藤尾 勝（ふじお まさる、1944年12月26日 - ）は、広島県広島市出身の元サッカー選手。

## 来歴
広島山陽高等学校卒業後、八幡製鉄サッカー部に入団。
1969年JSLアシストランキング2位。

## 所属クラブ
- 1963年 - 1972年 八幡製鉄/新日本製鐵